# Legend of Dungeon
Legend of Dungeon est un jeu vidéo indépendant, de genre rogue-like et action-RPG. Le jeu est développé par Robot Loves Kitty et est sorti en 2013 sur Windows, MacOS et Linux.
L'objectif principal est de parcourir 26 niveaux, dans un grand donjon, de combattre les différents monstres qui occupent les lieux, récupérer les trésors, et revenir, le tout sans mourir. Les graphismes du jeu sont pixelisés, et mélangent à la fois des dimensions 3D et 2D. Il y a eu également une gestion importante de l'éclairage, qui est très dynamique.

## Gameplay
Le jeu commence dans une taverne. Pour changer de joueur, il suffit de rentrer dans les toilettes du lieu en question. Il n'y a qu'une seule vie à disposition (il faut recommencer au début à chaque fois), et les niveaux sont générés aléatoirement. Le ou les joueurs ont un panel d'armes à leur disposition, ainsi qu'un large inventaire. Il y a également un système de score.